# Bronchiolite oblitérante avec organisation pneumonique
 Mise en garde médicale
La bronchiolite oblitérante avec organisation pneumonique (BOOP) est une maladie des poumons. Il s'agit d'une réaction non spécifique des poumons à différents types d'attaques externes. 